# Élise Mballa
Élise Mballa Meka, née le 2 février 1961 à Douala, est une comédienne, metteur en scène, danseuse, écrivaine et chorégraphe camerounaise. Elle est considérée comme l'une des figures les plus marquantes de la danse contemporaine en Afrique.

## Biographie
Son père, Jean Meka est un commis au P.T.T., protecteur, et conservateur. Ce n'est qu'à l'adolescence qu'elle découvre la danse lors de vacances dans son village natal, initié par son oncle aux danses traditionnelles du sud du Cameroun telles que l'ozila et l'olansta. Vers la fin de ces études de géographie elle fait la rencontre de Mme Leloup une enseignante de nationalité française qui lui transmet son amour de la comédie et du théâtre, jusqu'à son entrée à l'université de Yaoundé, en 1978. Une fois à l'université, Élise Mballa poursuit en parallèle des activités de théâtre et de danse, suivie de près par son mentor Mme Leloup qui la fait jouer dans une pièce de théâtre intitulée Guiédo. Elle part étudier en France et obtient en 1983 un DEA du Centres d'études de géographie tropicale de Bordeaux.
De retour au Cameroun, elle est recrutée dans la fonction publique et enseigne la géographie. Elle fonde en 1992 la compagnie Nyanga Dance avec le chorégraphe Martino Zam Ebale et danseur Serge Tsakap. Elle commence tout d'abord par donner des cours dans les centres de Fitness de sa sœur Évelyne à Yaoundé. En 1993 elle déplace la compagnie Nyanga Danse à ses propres frais pour le Marché des arts et du spectacle (Masa) à Abidjan en Côte d'Ivoire, où sa compagnie n'est pourtant pas en compétition. Et à ce propos elle répond : « C'était le prix à payer pour montrer que la danse contemporaine camerounaise existe ».
Au début des années 2000, la compagnie Nyanga Dance est dissoute et Élise Mballa décide de fonder une nouvelle compagnie qu'elle baptisera « Phénix ». La compagnie fait des représentations partout dans le monde et est à ce jour l'une des plus populaires et importantes compagnies de danse contemporaine d'Afrique[réf. nécessaire].
Elle est depuis de nombreuses années la présidente de la Société civile de gestion des droits d'auteur de la littérature et des arts dramatiques (Sociladra) du Cameroun, réélue en 2011.

## Œuvre publiée
- Une nuit dans les Sissongo (roman), éditions L'Harmattan, 2009,  (ISBN 978-2-296-09897-8).
- Le jour où il m'a dit je t'aime il était déjà trop tard[3]